# Новодомосейкінська сільська рада
Новодомосе́йкінська сільська рада (рос. Новодомосейкинский сельский совет) — сільське поселення у складі Сєверного району Оренбурзької області Росії.
Адміністративний центр — село Новодомосейкіно.

## Історія
2013 року була ліквідована Яковлевська сільська рада (село Яковлево, присілки Кірсановка, Семикіно, Старовірово-Васильєвка, селище Комиш), територія увійшла до складу Новодомосейкінської сільради.

## Населення
Населення — 463 особи (2019; 632 в 2010, 914 у 2002).

## Склад
До складу сільської ради входять:
| Населений пункт                  | Населення, осіб (2002) | Населення, осіб (2010) |
| -------------------------------- | ---------------------- | ---------------------- |
| Жмакино, присілок                | 105                    | 86                     |
| Зубаревка, присілок              | 11                     | 2                      |
| Кірсановка, присілок             | 24                     | 10                     |
| Комиш, селище                    | 21                     | 16                     |
| Новодомосейкіно, село            | 206                    | 160                    |
| Новоніколаєвка, присілок         | 151                    | 97                     |
| Семикіно, присілок               | 0                      | 0                      |
| Старовірово-Васильєвка, присілок | 108                    | 78                     |
| Яковлево, село                   | 288                    | 183                    |